# Paradoxo do litoral
O paradoxo do litoral é a observação contraintuitiva de que o litoral de uma massa terrestre não tem um comprimento bem definido. Isso resulta das propriedades semelhantes às fractais das linhas costeiras, ou seja, o fato de que um litoral tipicamente tem uma dimensão fractal (o que de fato torna a noção de comprimento inaplicável). A primeira observação registrada deste fenômeno foi por Lewis Fry Richardson e foi expandido por Benoit Mandelbrot.
A extensão medida de um litoral depende do método usado para medi-la e do grau de generalização cartográfica. Como uma massa de terra tem diversas características em todas as escalas, de centenas de quilômetros de tamanho a minúsculas frações de um milímetro ou menos, não há tamanho óbvio do menor recurso que deve ser levado em consideração ao medir isso e, portanto, nenhum perímetro bem definido para o essas massas de terra e seus litorais. Várias aproximações conf. (Minkowski – Bouligand) existem quando hipóteses específicas são feitas sobre o tamanho mínimo do recurso (escala).
O problema é fundamentalmente diferente da medição de outros segmentos mais simples. É possível, por exemplo, medir com precisão o comprimento de uma barra de metal reta e idealizada usando um dispositivo de medição para determinar que o comprimento é menor que uma certa quantidade e maior que outra quantidade - isto é, para medi-lo dentro de um certo grau de incerteza. Quanto mais preciso for o dispositivo de medição, mais próximos serão os resultados para o comprimento real do que vai ser medido. Ao medir um litoral, no entanto, a questão é que o resultado não aumenta em precisão para um aumento no critério da medição – o resultado só aumenta; diferentemente da barra de metal, não há como obter um valor máximo para o comprimento de um litoral.
No espaço tridimensional, o paradoxo do litoral é prontamente estendido ao conceito de superfícies fractais pelo qual a área de uma superfície varia, dependendo da resolução da medição.

## Aspectos matemáticos
O conceito básico de comprimento tem origem em distância euclidiana. Na geometria euclidiana, uma linha reta representa a menor distância entre dois pontos. Essa linha tem apenas um comprimento. Na superfície de uma esfera, essa é substituída pelo comprimento geodésico (também chamado comprimento sobre grande círculo), que é medido ao longo da curva de superfície que existe no plano contendo ambos os pontos finais e o centro da esfera. O comprimento do arco, das curvas básicas é mais complicado, mas também pode ser calculado. Medindo com réguas, pode-se aproximar o comprimento de uma curva adicionando a soma das linhas retas que conectam os pontos:
Usar algumas linhas retas para aproximar o comprimento de uma curva produzirá uma estimativa menor que o valor real; quando linhas cada vez mais curtas (e, portanto, mais numerosas) são usadas, a soma se aproxima do comprimento mais real da curva. Um valor preciso para este comprimento pode ser encontrado usando cálculo, o ramo da matemática que permite o cálculo de distâncias infinitamente pequenas. A animação a seguir ilustra como a uma curva “smooth” pode ser significativamente atribuído um comprimento preciso
No entanto, nem todas as curvas podem ser medidas dessa maneira. Um fractal é, por definição, uma curva cuja complexidade muda com a escala de medição. Enquanto as aproximações de uma curva suave tendem para um único valor à medida que a precisão da medição aumenta, o valor medido para um fractal não converge.
Como o comprimento de uma curva fractal sempre diverge ao infinito, se alguém fosse medir um litoral com resolução infinita ou quase infinita, o comprimento das dobras infinitamente curtas no litoral aumentaria até o infinito. No entanto, essa figura se baseia no pressuposto de que o espaço pode ser subdividido em seções infinitesimais. O valor de verdade dessa suposição - que fundamenta a geometria euclidiana e serve como um modelo útil na medição cotidiana - é uma questão de especulação filosófica e pode ou não refletir as realidades mutáveis do "espaço" e da "distância" num nível quase atômico (aproximadamente a escala de um nanômetro). Por exemplo, a longitude de Planck, muitas ordens de grandeza menor que um átomo, é proposta como a menor unidade mensurável possível no universo.
As linhas costeiras são menos definidas em sua construção do que os fractais idealizados, como o conjunto de Mandelbrot, porque são formadas por vários eventos naturais que criam padrões de maneiras estatisticamente aleatórias, enquanto os fractais idealizados são formados por repetidas iterações de simples, sequências estereotipadas.